# Бистренці (Північна Македонія)
Би́стренці (колишнє Бистранці; мак. Бистренци) — село у Північній Македонії, у складі общини Демир-Капія Вардарського регіону.
Населення — 364 особи (перепис 2002) в 107 господарствах.